# Воспламеняющая взглядом (фильм, 1984)
«Воспламеняющая взглядом» (англ. Firestarter) — американский художественный фильм 1984 года. Экранизация одноимённого романа Стивена Кинга.

## Сюжет
Чарли Макги кажется обычной счастливой девочкой восьми лет, пока что-нибудь не разозлит её или не начнет угрожать её семье. Тогда Чарли полностью меняется: проявляется её унаследованная от родителей смертоносная невероятная способность — поджигать силой воли всё, что она пожелает. Спецслужбы хотят использовать девочку и похищают её, убивая при этом мать Чарли. Они хотят контролировать девочку или уничтожить. Её отец не в силах спасти дочь, но Чарли сумеет позаботиться о себе сама.

## В ролях
- Дрю Бэрримор — Чарли Макги
- Дэвид Кит — Энди Макги
- Джордж К. Скотт — Джон Рэйнбёрд
- Фредди Джонс — доктор Джозеф Уонлесс
- Хизер Локлир — Вики Томлинсон Макги
- Мартин Шин — капитан Холлистер
- Моузес Ганн — доктор Пинчот
- Арт Карни — Ирв Мэндерс
- Луиза Флетчер — Норма Мэндерс
- Антонио Фаргас — таксист
- Дрю Снайдер — Орвилл Джеймисон
- Ричард Уорлок — Ноулз
- Роберт Миано, Леон Риппи — ослеплённые агенты
- Кёртис Кредел — Бейтс
- Кит Колберт — Майо
- Джефф Рэмси — Штейновитц
- Джек Магнер — молодой военнослужащий
- Лиса Энн Барнс — девушка военнослужащего
- Ларри Спринкл — охранник
- Кассандра Уорд-Фриман — женщина в киоске
- Скотт Ар Дэвис — бородатый студент
- Нина Джонс — ассистент
- Уильям Олспо — хозяин здания
- Лоренс Мур — пожилой мужчина
- Энн Фицгиббон — пожилая леди
- Стив Боулз — почтальон
- Кароль Франциско — Джоан Дуган
- Венди Уомбл — Джози
- Итан Боритцер, Джоан Фоули — техники Конторы
- Джон Сэндерфорд — Олбрайт
- Орвин Харви, Джордж Уилбур — санитары Конторы
- Кэри Фокс — агент Хант

## Награды и номинации
В 1985 году фильм получил две номинации на премию «Сатурн» за лучший фильм ужасов и лучшую игру молодого актёра (Дрю Бэрримор). В обеих номинациях он проиграл.